# Hornmaskrosor
Hornmaskrosor (Taraxacum sect. Borealia) är en sektion inom maskrossläktet.
Hornmaskrosorna är fleråriga, ganska grovt byggda och kan bli upp till omkring tre decimeter höga. Sektionens arter förekommer cirkumpolärt på Norra halvklotet. I Europa förekommer 20 arter med en utbredning som innefattar Norden, Alperna och norra Ryssland. I Nordamerika förekommer fyra arter och i Centralasien med Himalaya tio. Liksom hos dvärgmaskrosor och sandmaskrosor har holkfjällen en knöl vid spetsen. De växer på ängsmark men förekommer även på kulturmark.

## Förekomst i Norden
I Norden förekommer åtta arter hornmaskrosor vilka har en nordlig utbredning, i Sverige förekommer fyra arter i fjällen och nordligaste Norrland (Norrbotten och Lappland) I Finland förekommer fem arter. Hornmaskrosor förekommer även i Norge och på Island.